# Irrational Games
Irrational Games — американський розробник відеоігор, що базувався у Вествуді та належав 2K. Студія була заснована в 1997 році Кеном Левіном, Джонатаном Чеєм і Робертом Фермьє, які були колишніми співпрацівниками Looking Glass Studios. Компанія Take-Two Interactive придбала Irrational у 2006 році, після чого було проведено ребрендинг і студія змінила назву на 2K Boston. У 2010 році студія повернулася до використання первісної назви. У 2014 році більшість співробітників Irrational було звільнено, а у 2017 році стало відомо, що студія провела новий ребрендинг і змінили назву на Ghost Story Games.
Студія створила шутер від першої особи BioShock, першу частину однойменної серії, а також триквел BioShock Infinite, включно з його доповненням Burial at Sea. Вона також розробила survival horror System Shock 2, тактичну рольову гру Freedom Force і тактичний шутер SWAT 4.

## Історія

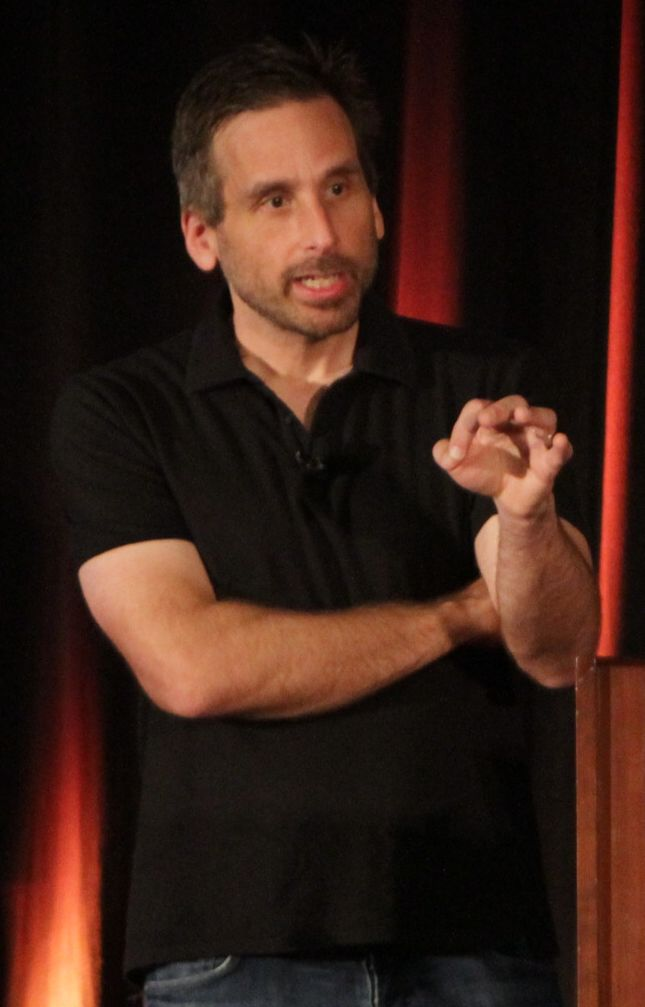
Кен Левін, співзасновник Irrational Games.

Irrational Games була заснована в 1997 році Кеном Левіном, Джонатаном Чеєм і Робертом Фермьє, колишніми співпрацівниками Looking Glass Studios. Першим проєктом Irrational стала System Shock 2 (1999), відеогра в жанрі survival horror, яка була продовженням першої частини і розроблена спільно з Looking Glass. Потім студія почала працювати над стелсу Deep Cover, але згодом вийшла з розробки через фінансові труднощі Looking Glass, яка була співрозробником.
У 2000 році Чей очолив австралійський підрозділ Irrational в Канберрі (пізніше 2K Australia). В березні 2002 року було випущено тактичну рольову гру Freedom Force, яка отримала схвальні відгуки критиків. У 2003 році студія завершила роботу над The Lost, шутером від третьої особи з елементами survival horror, проте через різні проблеми гра не була випущена. У жовтні 2004 року було випущено науково-фантастичний шутер Tribes: Vengeance, а наступного року були випущені Freedom Force vs the 3rd Reich, продовження Freedom Force, і тактичний шутер SWAT 4. Деякий час студія працювала над кооперативним шутером Division 9, дії якого відбувалися у світі, що поглинув зомбі-апокаліпсис, але його розробка була скасована. У січні 2006 року було оголошено, що компанія Take-Two Interactive придбала Irrational, після чого вона увійшла до складу 2K, видавничого лейбла Take-Two.
У серпні 2007 року студія провела ребрендинг і була перейменована на 2K Boston. Того ж місяця вона випустила BioShock, першу частину однойменної серії, яка отримала схвалення критиків і була названа однією з найкращих відеоігор усіх часів. На початку 2010-го було повідомлено, що студія повернулася до використання первісної назви, а в серпні була анонсована BioShock Infinite, третя частина серії BioShock. Infinite розроблялася з 2008 року під робочою назвою Project Icarus і, після випуску в березні 2013 року, її також спіткав комерційний успіх та визнання критиків. Студія також розробила доповнення BioShock Infinite: Burial at Sea, яке стало її останнім проєктом.

### Реструктуризація та ребрендинг
Після публічного анонсу BioShock Infinite у 2010 році розробники почали відчувати тиск 2K та споживачів через очікування, які були підвищені рекламними матеріалами. Студія найняла більше співробітників та розподілила роботу між своїх підрозділів, щоби вони допомогли з розробкою, але це лише ускладнило ситуацію; Левін постійно змінював деякі основні сюжетні елементи гри, що кардинально впливало на ігрові ресурси, які вже були розроблені. Левін також визнав, що мав труднощі з управлінням великим штатом. Конфлікти щодо керівництва розробки призвели до того, що деякі високопоставлені розробники пішли зі студії у 2012 році. Щоби встигнути завершити гру до запланованої дати випуску, 2K найняли професіоналів галузі, щоби вони допомогли Левіну керувати великою командою й зосередити увагу на ігровому контенті, включно з відмовою від багатокористувацького режиму.
У лютому 2014 року Левін оголосив, що більшість співробітників Irrational буде звільнено. За його словами, він хотів розпочати «менше, більш заповзятливе починання в Take-Two», зауваживши, що розробка такої великої гри, як Infinite, спричинила багато стресу. Левін сказав: «Мені потрібно переорієнтувати свою енергію на невелику команду з більш „плоскою“ структурою та прямішими відносинами з гравцями. Багато в чому це буде повернення до того, як ми починали: невелика команда, яка створює ігри для основної ігрової аудиторії». Він розглядав можливість створення нової студії, але Take-Two запропонувала йому зберегти підрозділ у компанії. Irrational допомогла знайти робочі місця для звільнених співробітників, а 2K провела день кар'єри для решти 75 співробітників, щоби допомогти знайти роботу в інших студіях.
У лютому 2017 року було повідомлено, що студія провела ребрендинг і змінила назву на Ghost Story Games. До її складу увійшли 12 колишніх розробників Irrational, тоді як Левін залишився президентом та креативним директором.

## Розроблені ігри
| Рік                 | Назва                                          | Платформа                                  | Видавець                |
| ------------------- | ---------------------------------------------- | ------------------------------------------ | ----------------------- |
| Як Irrational Games |                                                |                                            |                         |
| 1999                | System Shock 2                                 | Microsoft Windows                          | Electronic Arts         |
| 2002                | Freedom Force                                  | Microsoft Windows                          | Crave Entertainment     |
| 2004                | Tribes: Vengeance                              | Microsoft Windows                          | Sierra Entertainment    |
| 2005                | Freedom Force vs the 3rd Reich                 | Microsoft Windows                          | Vivendi Universal Games |
| 2005                | SWAT 4                                         | Microsoft Windows                          | Sierra Entertainment    |
| 2006                | SWAT 4: The Stetchkov Syndicate                | Microsoft Windows                          | Sierra Entertainment    |
| 2013                | BioShock Infinite                              | Microsoft Windows, PlayStation 3, Xbox 360 | 2K Games                |
| 2013                | BioShock Infinite: Burial at Sea — Episode One | Microsoft Windows, PlayStation 3, Xbox 360 | 2K Games                |
| 2014                | BioShock Infinite: Burial at Sea — Episode Two | Microsoft Windows, PlayStation 3, Xbox 360 | 2K Games                |
| Як 2K Boston        |                                                |                                            |                         |
| 2007                | BioShock                                       | Microsoft Windows, PlayStation 3, Xbox 360 | 2K Games                |